# Resolution 476 des UN-Sicherheitsrates
Die Resolution 476 des UN-Sicherheitsrates wurde am 30. Juni 1980 mit 14 Stimmen ohne Gegenstimme bei einer Enthaltung (Vereinigte Staaten von Amerika) vom UN-Sicherheitsrat verabschiedet. Israel wird aufgefordert, die Besetzung der seit 1967 besetzten arabischen Gebiete, einschließlich Jerusalem, zu beenden und alles zu unterlassen, was den „Charakter oder Status von der Heiligen Stadt Jerusalem“ verändert.
Es wird noch einmal nachdrücklich die Befolgung der bereits diesbezüglich ergangenen Resolutionen 252 (1968), 267 (1969), 271 (1969) und 298 (1971) und 465 (1980) angemahnt.